# ユタ州選出のアメリカ合衆国上院議員
以下は、ユタ州選出のアメリカ合衆国上院議員の一覧である。
ユタ州は、1896年1月4日に連邦に加わった。

## 上院議員一覧
| 第1部 第1部の上院議員 は2006年, 2012年, 2018年, 2024年に改選されている。次の選挙は2030年を予定している。 | 第1部 第1部の上院議員 は2006年, 2012年, 2018年, 2024年に改選されている。次の選挙は2030年を予定している。 | 第1部 第1部の上院議員 は2006年, 2012年, 2018年, 2024年に改選されている。次の選挙は2030年を予定している。 | 第1部 第1部の上院議員 は2006年, 2012年, 2018年, 2024年に改選されている。次の選挙は2030年を予定している。 | 第1部 第1部の上院議員 は2006年, 2012年, 2018年, 2024年に改選されている。次の選挙は2030年を予定している。 | 第1部 第1部の上院議員 は2006年, 2012年, 2018年, 2024年に改選されている。次の選挙は2030年を予定している。 | 議会                       | 第3部 第3部の上院議員は2004年, 2010年, 2016年, 2022年に改選されている。次の選挙は2028年を予定している。 | 第3部 第3部の上院議員は2004年, 2010年, 2016年, 2022年に改選されている。次の選挙は2028年を予定している。 | 第3部 第3部の上院議員は2004年, 2010年, 2016年, 2022年に改選されている。次の選挙は2028年を予定している。 | 第3部 第3部の上院議員は2004年, 2010年, 2016年, 2022年に改選されている。次の選挙は2028年を予定している。 | 第3部 第3部の上院議員は2004年, 2010年, 2016年, 2022年に改選されている。次の選挙は2028年を予定している。 | 第3部 第3部の上院議員は2004年, 2010年, 2016年, 2022年に改選されている。次の選挙は2028年を予定している。 |
| # | 氏名 | 所属政党                                                                                                 | 在職期間                                                                                                 | 選挙歴                                                                                                   | 任期 | 議会                       | 任期 | 選挙歴                                                                                                  | 在職期間                                                                                                | 所属政党                                                                                                | 氏名 | # |
| 空席 | 空席 | 空席 | 1896年1月4日 – 1896年1月22日                                                                             | 州昇格後18日後に上院議員を選出。                                                                         | 1 | 54                         | 1 | 州昇格後18日後に上院議員を選出。                                                                        | 1896年1月4日 – 1896年1月22日                                                                            | 空席 | 空席 | 空席 |
| 1 | フランク・G・キャノン                                                                                    | 共和党                                                                                                   | 1896年1月22日 – 1899年3月3日                                                                             | 1896年選出.                                                                                              | 1 | 54                         | 1 | 1896年選出. 引退                                                                                        | 1896年1月22日 – 1897年3月3日                                                                            | 共和党                                                                                                  | アーサー・ブラウン                                                                                      | 1 |
| 1 | フランク・G・キャノン                                                                                    | 銀共和党                                                                                                 | 1896年1月22日 – 1899年3月3日                                                                             | 1896年選出.                                                                                              | 1 | 55                         | 2 | 1897年選出. 再選に失敗                                                                                  | 1897年3月3日 – 1903年3月3日                                                                             | 民主党                                                                                                  | ジョーゼフ・L・ ロウリンズ                                                                              | 2 |
| 空席 | 空席 | 空席 | 1899年3月4日 – 1901年1月23日                                                                             | 州議会が選出に失敗。                                                                                     | 2 | 56                         | 2 | 1897年選出. 再選に失敗                                                                                  | 1897年3月3日 – 1903年3月3日                                                                             | 民主党                                                                                                  | ジョーゼフ・L・ ロウリンズ                                                                              | 2 |
| 2 | トーマス・カーンズ                                                                                       | 共和党                                                                                                   | 1901年1月23日 – 1905年3月3日                                                                             | 1901年選出. 引退                                                                                         | 2 | 56                         | 2 | 1897年選出. 再選に失敗                                                                                  | 1897年3月3日 – 1903年3月3日                                                                             | 民主党                                                                                                  | ジョーゼフ・L・ ロウリンズ                                                                              | 2 |
| 2 | トーマス・カーンズ                                                                                       | 共和党                                                                                                   | 1901年1月23日 – 1905年3月3日                                                                             | 1901年選出. 引退                                                                                         | 2 | 57                         | 2 | 1897年選出. 再選に失敗                                                                                  | 1897年3月3日 – 1903年3月3日                                                                             | 民主党                                                                                                  | ジョーゼフ・L・ ロウリンズ                                                                              | 2 |
| 2 | トーマス・カーンズ                                                                                       | 共和党                                                                                                   | 1901年1月23日 – 1905年3月3日                                                                             | 1901年選出. 引退                                                                                         | 2 | 58                         | 3 | 1903年選出.                                                                                             | 1903年3月4日 – 1933年3月3日                                                                             | 共和党                                                                                                  | リード・スムート                                                                                        | 3 |
| 3 | ジョージ・サザーランド                                                                                   | 共和党                                                                                                   | 1905年3月4日 – 1917年3月3日                                                                              | 1905年1月18日選出.                                                                                       | 3 | 59                         | 3 | 1903年選出.                                                                                             | 1903年3月4日 – 1933年3月3日                                                                             | 共和党                                                                                                  | リード・スムート                                                                                        | 3 |
| 3 | ジョージ・サザーランド                                                                                   | 共和党                                                                                                   | 1905年3月4日 – 1917年3月3日                                                                              | 1905年1月18日選出.                                                                                       | 3 | 60                         | 3 | 1903年選出.                                                                                             | 1903年3月4日 – 1933年3月3日                                                                             | 共和党                                                                                                  | リード・スムート                                                                                        | 3 |
| 3 | ジョージ・サザーランド                                                                                   | 共和党                                                                                                   | 1905年3月4日 – 1917年3月3日                                                                              | 1905年1月18日選出.                                                                                       | 3 | 61                         | 4 | 1909年1月19日選出.                                                                                      | 1903年3月4日 – 1933年3月3日                                                                             | 共和党                                                                                                  | リード・スムート                                                                                        | 3 |
| 3 | ジョージ・サザーランド                                                                                   | 共和党                                                                                                   | 1905年3月4日 – 1917年3月3日                                                                              | 1911年1月17日選出. 再選に失敗                                                                            | 4 | 62                         | 4 | 1909年1月19日選出.                                                                                      | 1903年3月4日 – 1933年3月3日                                                                             | 共和党                                                                                                  | リード・スムート                                                                                        | 3 |
| 3 | ジョージ・サザーランド                                                                                   | 共和党                                                                                                   | 1905年3月4日 – 1917年3月3日                                                                              | 1911年1月17日選出. 再選に失敗                                                                            | 4 | 63                         | 4 | 1909年1月19日選出.                                                                                      | 1903年3月4日 – 1933年3月3日                                                                             | 共和党                                                                                                  | リード・スムート                                                                                        | 3 |
| 3 | ジョージ・サザーランド                                                                                   | 共和党                                                                                                   | 1905年3月4日 – 1917年3月3日                                                                              | 1911年1月17日選出. 再選に失敗                                                                            | 4 | 64                         | 5 | 1914年選出.                                                                                             | 1903年3月4日 – 1933年3月3日                                                                             | 共和党                                                                                                  | リード・スムート                                                                                        | 3 |
| 4 | ウィリアム・H・キング                                                                                    | 民主党                                                                                                   | 1917年3月4日 – 1941年1月3日                                                                              | 1916年選出.                                                                                              | 5 | 65                         | 5 | 1914年選出.                                                                                             | 1903年3月4日 – 1933年3月3日                                                                             | 共和党                                                                                                  | リード・スムート                                                                                        | 3 |
| 4 | ウィリアム・H・キング                                                                                    | 民主党                                                                                                   | 1917年3月4日 – 1941年1月3日                                                                              | 1916年選出.                                                                                              | 5 | 66                         | 5 | 1914年選出.                                                                                             | 1903年3月4日 – 1933年3月3日                                                                             | 共和党                                                                                                  | リード・スムート                                                                                        | 3 |
| 4 | ウィリアム・H・キング                                                                                    | 民主党                                                                                                   | 1917年3月4日 – 1941年1月3日                                                                              | 1916年選出.                                                                                              | 5 | 67                         | 6 | 1920年選出.                                                                                             | 1903年3月4日 – 1933年3月3日                                                                             | 共和党                                                                                                  | リード・スムート                                                                                        | 3 |
| 4 | ウィリアム・H・キング                                                                                    | 民主党                                                                                                   | 1917年3月4日 – 1941年1月3日                                                                              | 1922年選出.                                                                                              | 6 | 68                         | 6 | 1920年選出.                                                                                             | 1903年3月4日 – 1933年3月3日                                                                             | 共和党                                                                                                  | リード・スムート                                                                                        | 3 |
| 4 | ウィリアム・H・キング                                                                                    | 民主党                                                                                                   | 1917年3月4日 – 1941年1月3日                                                                              | 1922年選出.                                                                                              | 6 | 69                         | 6 | 1920年選出.                                                                                             | 1903年3月4日 – 1933年3月3日                                                                             | 共和党                                                                                                  | リード・スムート                                                                                        | 3 |
| 4 | ウィリアム・H・キング                                                                                    | 民主党                                                                                                   | 1917年3月4日 – 1941年1月3日                                                                              | 1922年選出.                                                                                              | 6 | 70                         | 7 | 1926年選出. 再選に失敗。                                                                                | 1903年3月4日 – 1933年3月3日                                                                             | 共和党                                                                                                  | リード・スムート                                                                                        | 3 |
| 4 | ウィリアム・H・キング                                                                                    | 民主党                                                                                                   | 1917年3月4日 – 1941年1月3日                                                                              | 1928年選出.                                                                                              | 7 | 71                         | 7 | 1926年選出. 再選に失敗。                                                                                | 1903年3月4日 – 1933年3月3日                                                                             | 共和党                                                                                                  | リード・スムート                                                                                        | 3 |
| 4 | ウィリアム・H・キング                                                                                    | 民主党                                                                                                   | 1917年3月4日 – 1941年1月3日                                                                              | 1928年選出.                                                                                              | 7 | 72                         | 7 | 1926年選出. 再選に失敗。                                                                                | 1903年3月4日 – 1933年3月3日                                                                             | 共和党                                                                                                  | リード・スムート                                                                                        | 3 |
| 4 | ウィリアム・H・キング                                                                                    | 民主党                                                                                                   | 1917年3月4日 – 1941年1月3日                                                                              | 1928年選出.                                                                                              | 7 | 73                         | 8 | 1932年選出.                                                                                             | 1933年3月4日 – 1951年1月3日                                                                             | 民主党                                                                                                  | エルバート・D・トーマス                                                                                 | 4 |
| 4 | ウィリアム・H・キング                                                                                    | 民主党                                                                                                   | 1917年3月4日 – 1941年1月3日                                                                              | 1934年選出. 再指名に失敗                                                                                 | 8 | 74                         | 8 | 1932年選出.                                                                                             | 1933年3月4日 – 1951年1月3日                                                                             | 民主党                                                                                                  | エルバート・D・トーマス                                                                                 | 4 |
| 4 | ウィリアム・H・キング                                                                                    | 民主党                                                                                                   | 1917年3月4日 – 1941年1月3日                                                                              | 1934年選出. 再指名に失敗                                                                                 | 8 | 75                         | 8 | 1932年選出.                                                                                             | 1933年3月4日 – 1951年1月3日                                                                             | 民主党                                                                                                  | エルバート・D・トーマス                                                                                 | 4 |
| 4 | ウィリアム・H・キング                                                                                    | 民主党                                                                                                   | 1917年3月4日 – 1941年1月3日                                                                              | 1934年選出. 再指名に失敗                                                                                 | 8 | 76                         | 9 | 1938年選出.                                                                                             | 1933年3月4日 – 1951年1月3日                                                                             | 民主党                                                                                                  | エルバート・D・トーマス                                                                                 | 4 |
| 5 | オーリス・マードック                                                                                     | 民主党                                                                                                   | 1941年1月3日 – 1947年1月3日                                                                              | 1940年選出. 再選に失敗                                                                                   | 9 | 77                         | 9 | 1938年選出.                                                                                             | 1933年3月4日 – 1951年1月3日                                                                             | 民主党                                                                                                  | エルバート・D・トーマス                                                                                 | 4 |
| 5 | オーリス・マードック                                                                                     | 民主党                                                                                                   | 1941年1月3日 – 1947年1月3日                                                                              | 1940年選出. 再選に失敗                                                                                   | 9 | 78                         | 9 | 1938年選出.                                                                                             | 1933年3月4日 – 1951年1月3日                                                                             | 民主党                                                                                                  | エルバート・D・トーマス                                                                                 | 4 |
| 5 | オーリス・マードック                                                                                     | 民主党                                                                                                   | 1941年1月3日 – 1947年1月3日                                                                              | 1940年選出. 再選に失敗                                                                                   | 9 | 79                         | 10 | 1944年選出. 再選に失敗                                                                                  | 1933年3月4日 – 1951年1月3日                                                                             | 民主党                                                                                                  | エルバート・D・トーマス                                                                                 | 4 |
| 6 | アーサー・ワトキンズ                                                                                     | 共和党                                                                                                   | 1947年1月3日 – 1959年1月3日                                                                              | 1946年選出.                                                                                              | 10 | 80                         | 10 | 1944年選出. 再選に失敗                                                                                  | 1933年3月4日 – 1951年1月3日                                                                             | 民主党                                                                                                  | エルバート・D・トーマス                                                                                 | 4 |
| 6 | アーサー・ワトキンズ                                                                                     | 共和党                                                                                                   | 1947年1月3日 – 1959年1月3日                                                                              | 1946年選出.                                                                                              | 10 | 81                         | 10 | 1944年選出. 再選に失敗                                                                                  | 1933年3月4日 – 1951年1月3日                                                                             | 民主党                                                                                                  | エルバート・D・トーマス                                                                                 | 4 |
| 6 | アーサー・ワトキンズ                                                                                     | 共和党                                                                                                   | 1947年1月3日 – 1959年1月3日                                                                              | 1946年選出.                                                                                              | 10 | 82                         | 11 | 1950年選出.                                                                                             | 1951年1月3日 – 1974年12月20日                                                                           | 共和党                                                                                                  | ウォーレス・ベネット                                                                                    | 5 |
| 6 | アーサー・ワトキンズ                                                                                     | 共和党                                                                                                   | 1947年1月3日 – 1959年1月3日                                                                              | 1952年選出. 再選に失敗                                                                                   | 11 | 83                         | 11 | 1950年選出.                                                                                             | 1951年1月3日 – 1974年12月20日                                                                           | 共和党                                                                                                  | ウォーレス・ベネット                                                                                    | 5 |
| 6 | アーサー・ワトキンズ                                                                                     | 共和党                                                                                                   | 1947年1月3日 – 1959年1月3日                                                                              | 1952年選出. 再選に失敗                                                                                   | 11 | 84                         | 11 | 1950年選出.                                                                                             | 1951年1月3日 – 1974年12月20日                                                                           | 共和党                                                                                                  | ウォーレス・ベネット                                                                                    | 5 |
| 6 | アーサー・ワトキンズ                                                                                     | 共和党                                                                                                   | 1947年1月3日 – 1959年1月3日                                                                              | 1952年選出. 再選に失敗                                                                                   | 11 | 85                         | 12 | 1956年選出.                                                                                             | 1951年1月3日 – 1974年12月20日                                                                           | 共和党                                                                                                  | ウォーレス・ベネット                                                                                    | 5 |
| 7 | フランク・E・モス                                                                                        | 民主党                                                                                                   | 1959年1月3日 – 1977年1月3日                                                                              | 1958年選出.                                                                                              | 12 | 86                         | 12 | 1956年選出.                                                                                             | 1951年1月3日 – 1974年12月20日                                                                           | 共和党                                                                                                  | ウォーレス・ベネット                                                                                    | 5 |
| 7 | フランク・E・モス                                                                                        | 民主党                                                                                                   | 1959年1月3日 – 1977年1月3日                                                                              | 1958年選出.                                                                                              | 12 | 87                         | 12 | 1956年選出.                                                                                             | 1951年1月3日 – 1974年12月20日                                                                           | 共和党                                                                                                  | ウォーレス・ベネット                                                                                    | 5 |
| 7 | フランク・E・モス                                                                                        | 民主党                                                                                                   | 1959年1月3日 – 1977年1月3日                                                                              | 1958年選出.                                                                                              | 12 | 88                         | 13 | 1962年選出.                                                                                             | 1951年1月3日 – 1974年12月20日                                                                           | 共和党                                                                                                  | ウォーレス・ベネット                                                                                    | 5 |
| 7 | フランク・E・モス                                                                                        | 民主党                                                                                                   | 1959年1月3日 – 1977年1月3日                                                                              | 1964年選出.                                                                                              | 13 | 89                         | 13 | 1962年選出.                                                                                             | 1951年1月3日 – 1974年12月20日                                                                           | 共和党                                                                                                  | ウォーレス・ベネット                                                                                    | 5 |
| 7 | フランク・E・モス                                                                                        | 民主党                                                                                                   | 1959年1月3日 – 1977年1月3日                                                                              | 1964年選出.                                                                                              | 13 | 90                         | 13 | 1962年選出.                                                                                             | 1951年1月3日 – 1974年12月20日                                                                           | 共和党                                                                                                  | ウォーレス・ベネット                                                                                    | 5 |
| 7 | フランク・E・モス                                                                                        | 民主党                                                                                                   | 1959年1月3日 – 1977年1月3日                                                                              | 1964年選出.                                                                                              | 13 | 91                         | 14 | 1968年選出. 引退, 後継者に議席を譲るために早く辞職。                                                    | 1951年1月3日 – 1974年12月20日                                                                           | 共和党                                                                                                  | ウォーレス・ベネット                                                                                    | 5 |
| 7 | フランク・E・モス                                                                                        | 民主党                                                                                                   | 1959年1月3日 – 1977年1月3日                                                                              | 1970年選出. 再選に失敗。                                                                                 | 14 | 92                         | 14 | 1968年選出. 引退, 後継者に議席を譲るために早く辞職。                                                    | 1951年1月3日 – 1974年12月20日                                                                           | 共和党                                                                                                  | ウォーレス・ベネット                                                                                    | 5 |
| 7 | フランク・E・モス                                                                                        | 民主党                                                                                                   | 1959年1月3日 – 1977年1月3日                                                                              | 1970年選出. 再選に失敗。                                                                                 | 14 | 93                         | 14 | 1968年選出. 引退, 後継者に議席を譲るために早く辞職。                                                    | 1951年1月3日 – 1974年12月20日                                                                           | 共和党                                                                                                  | ウォーレス・ベネット                                                                                    | 5 |
| 7 | フランク・E・モス                                                                                        | 民主党                                                                                                   | 1959年1月3日 – 1977年1月3日                                                                              | 1970年選出. 再選に失敗。                                                                                 | 14 | ベネットの辞職により任命。 | 14 | 1974年12月21日 – 1993年1月3日                                                                           | 共和党                                                                                                  | ジェイク・ガーン                                                                                        | 6 | |
| 7 | フランク・E・モス                                                                                        | 民主党                                                                                                   | 1959年1月3日 – 1977年1月3日                                                                              | 1970年選出. 再選に失敗。                                                                                 | 14 | 94                         | 15 | 1974年12月21日 – 1993年1月3日                                                                           | 共和党                                                                                                  | ジェイク・ガーン                                                                                        | 6 | 1974年選出.                                                                                             |
| 8 | オリン・ハッチ                                                                                           | 共和党                                                                                                   | 1977年1月3日 – 2019年1月3日                                                                              | 1976年選出                                                                                               | 15 | 95                         | 15 | 1974年12月21日 – 1993年1月3日                                                                           | 共和党                                                                                                  | ジェイク・ガーン                                                                                        | 6 | 1974年選出.                                                                                             |
| 8 | オリン・ハッチ                                                                                           | 共和党                                                                                                   | 1977年1月3日 – 2019年1月3日                                                                              | 1976年選出                                                                                               | 15 | 96                         | 15 | 1974年12月21日 – 1993年1月3日                                                                           | 共和党                                                                                                  | ジェイク・ガーン                                                                                        | 6 | 1974年選出.                                                                                             |
| 8 | オリン・ハッチ                                                                                           | 共和党                                                                                                   | 1977年1月3日 – 2019年1月3日                                                                              | 1976年選出                                                                                               | 15 | 97                         | 16 | 1974年12月21日 – 1993年1月3日                                                                           | 共和党                                                                                                  | ジェイク・ガーン                                                                                        | 6 | 1980年選出                                                                                              |
| 8 | オリン・ハッチ                                                                                           | 共和党                                                                                                   | 1977年1月3日 – 2019年1月3日                                                                              | 1982年選出.                                                                                              | 16 | 98                         | 16 | 1974年12月21日 – 1993年1月3日                                                                           | 共和党                                                                                                  | ジェイク・ガーン                                                                                        | 6 | 1980年選出                                                                                              |
| 8 | オリン・ハッチ                                                                                           | 共和党                                                                                                   | 1977年1月3日 – 2019年1月3日                                                                              | 1982年選出.                                                                                              | 16 | 99                         | 16 | 1974年12月21日 – 1993年1月3日                                                                           | 共和党                                                                                                  | ジェイク・ガーン                                                                                        | 6 | 1980年選出                                                                                              |
| 8 | オリン・ハッチ                                                                                           | 共和党                                                                                                   | 1977年1月3日 – 2019年1月3日                                                                              | 1982年選出.                                                                                              | 16 | 100                        | 17 | 1974年12月21日 – 1993年1月3日                                                                           | 共和党                                                                                                  | ジェイク・ガーン                                                                                        | 6 | 1986年選出. 引退                                                                                        |
| 8 | オリン・ハッチ                                                                                           | 共和党                                                                                                   | 1977年1月3日 – 2019年1月3日                                                                              | 1988年選出                                                                                               | 17 | 101                        | 17 | 1974年12月21日 – 1993年1月3日                                                                           | 共和党                                                                                                  | ジェイク・ガーン                                                                                        | 6 | 1986年選出. 引退                                                                                        |
| 8 | オリン・ハッチ                                                                                           | 共和党                                                                                                   | 1977年1月3日 – 2019年1月3日                                                                              | 1988年選出                                                                                               | 17 | 102                        | 17 | 1974年12月21日 – 1993年1月3日                                                                           | 共和党                                                                                                  | ジェイク・ガーン                                                                                        | 6 | 1986年選出. 引退                                                                                        |
| 8 | オリン・ハッチ                                                                                           | 共和党                                                                                                   | 1977年1月3日 – 2019年1月3日                                                                              | 1988年選出                                                                                               | 17 | 103                        | 18 | 1992年選出                                                                                              | 1993年1月3日 – 2011年1月3日                                                                             | 共和党                                                                                                  | ボブ・ベネット                                                                                          | 7 |
| 8 | オリン・ハッチ                                                                                           | 共和党                                                                                                   | 1977年1月3日 – 2019年1月3日                                                                              | 1994年選出                                                                                               | 18 | 104                        | 18 | 1992年選出                                                                                              | 1993年1月3日 – 2011年1月3日                                                                             | 共和党                                                                                                  | ボブ・ベネット                                                                                          | 7 |
| 8 | オリン・ハッチ                                                                                           | 共和党                                                                                                   | 1977年1月3日 – 2019年1月3日                                                                              | 1994年選出                                                                                               | 18 | 105                        | 18 | 1992年選出                                                                                              | 1993年1月3日 – 2011年1月3日                                                                             | 共和党                                                                                                  | ボブ・ベネット                                                                                          | 7 |
| 8 | オリン・ハッチ                                                                                           | 共和党                                                                                                   | 1977年1月3日 – 2019年1月3日                                                                              | 1994年選出                                                                                               | 18 | 106                        | 19 | 1998年選出.                                                                                             | 1993年1月3日 – 2011年1月3日                                                                             | 共和党                                                                                                  | ボブ・ベネット                                                                                          | 7 |
| 8 | オリン・ハッチ                                                                                           | 共和党                                                                                                   | 1977年1月3日 – 2019年1月3日                                                                              | 2000年選出.                                                                                              | 19 | 107                        | 19 | 1998年選出.                                                                                             | 1993年1月3日 – 2011年1月3日                                                                             | 共和党                                                                                                  | ボブ・ベネット                                                                                          | 7 |
| 8 | オリン・ハッチ                                                                                           | 共和党                                                                                                   | 1977年1月3日 – 2019年1月3日                                                                              | 2000年選出.                                                                                              | 19 | 108                        | 19 | 1998年選出.                                                                                             | 1993年1月3日 – 2011年1月3日                                                                             | 共和党                                                                                                  | ボブ・ベネット                                                                                          | 7 |
| 8 | オリン・ハッチ                                                                                           | 共和党                                                                                                   | 1977年1月3日 – 2019年1月3日                                                                              | 2000年選出.                                                                                              | 19 | 109                        | 20 | 2004年選出. 再指名に失敗                                                                                | 1993年1月3日 – 2011年1月3日                                                                             | 共和党                                                                                                  | ボブ・ベネット                                                                                          | 7 |
| 8 | オリン・ハッチ                                                                                           | 共和党                                                                                                   | 1977年1月3日 – 2019年1月3日                                                                              | 2006年選出.                                                                                              | 20 | 110                        | 20 | 2004年選出. 再指名に失敗                                                                                | 1993年1月3日 – 2011年1月3日                                                                             | 共和党                                                                                                  | ボブ・ベネット                                                                                          | 7 |
| 8 | オリン・ハッチ                                                                                           | 共和党                                                                                                   | 1977年1月3日 – 2019年1月3日                                                                              | 2006年選出.                                                                                              | 20 | 111                        | 20 | 2004年選出. 再指名に失敗                                                                                | 1993年1月3日 – 2011年1月3日                                                                             | 共和党                                                                                                  | ボブ・ベネット                                                                                          | 7 |
| 8 | オリン・ハッチ                                                                                           | 共和党                                                                                                   | 1977年1月3日 – 2019年1月3日                                                                              | 2006年選出.                                                                                              | 20 | 112                        | 21 | 2010年選出.                                                                                             | 2011年1月3日 – 現職                                                                                     | 共和党                                                                                                  | マイク・リー                                                                                            | 8 |
| 8 | オリン・ハッチ                                                                                           | 共和党                                                                                                   | 1977年1月3日 – 2019年1月3日                                                                              | 2012年選出 引退                                                                                          | 21 | 113                        | 21 | 2010年選出.                                                                                             | 2011年1月3日 – 現職                                                                                     | 共和党                                                                                                  | マイク・リー                                                                                            | 8 |
| 8 | オリン・ハッチ                                                                                           | 共和党                                                                                                   | 1977年1月3日 – 2019年1月3日                                                                              | 2012年選出 引退                                                                                          | 21 | 114                        | 21 | 2010年選出.                                                                                             | 2011年1月3日 – 現職                                                                                     | 共和党                                                                                                  | マイク・リー                                                                                            | 8 |
| 8 | オリン・ハッチ                                                                                           | 共和党                                                                                                   | 1977年1月3日 – 2019年1月3日                                                                              | 2012年選出 引退                                                                                          | 21 | 115                        | 39 | 2016年選出.                                                                                             | 2011年1月3日 – 現職                                                                                     | 共和党                                                                                                  | マイク・リー                                                                                            | 8 |
| 9 | ミット・ロムニー                                                                                         | 共和党                                                                                                   | 2019年1月3日 - 2025年1月3日                                                                              | 2018年選出引退                                                                                           | 22 | 116                        | 39 | 2016年選出.                                                                                             | 2011年1月3日 – 現職                                                                                     | 共和党                                                                                                  | マイク・リー                                                                                            | 8 |
| 9 | ミット・ロムニー                                                                                         | 共和党                                                                                                   | 2019年1月3日 - 2025年1月3日                                                                              | 2018年選出引退                                                                                           | 22 | 117                        | 39 | 2016年選出.                                                                                             | 2011年1月3日 – 現職                                                                                     | 共和党                                                                                                  | マイク・リー                                                                                            | 8 |
| 9 | ミット・ロムニー                                                                                         | 共和党                                                                                                   | 2019年1月3日 - 2025年1月3日                                                                              | 2018年選出引退                                                                                           | 22 | 118                        | 23 | 2022年再選                                                                                              | 2011年1月3日 – 現職                                                                                     | 共和党                                                                                                  | マイク・リー                                                                                            | 8 |
| 10 | ジョン・カーティス                                                                                       | 共和党                                                                                                   | 2025年1月3日 – 現職                                                                                      | 2024年選出                                                                                               | 23 | 119                        | 23 | 2022年再選                                                                                              | 2011年1月3日 – 現職                                                                                     | 共和党                                                                                                  | マイク・リー                                                                                            | 8 |
| 10 | ジョン・カーティス                                                                                       | 共和党                                                                                                   | 2025年1月3日 – 現職                                                                                      | 2024年選出                                                                                               | 23 | 120                        | 23 | 2022年再選                                                                                              | 2011年1月3日 – 現職                                                                                     | 共和党                                                                                                  | マイク・リー                                                                                            | 8 |
| 10 | ジョン・カーティス                                                                                       | 共和党                                                                                                   | 2025年1月3日 – 現職                                                                                      | 2024年選出                                                                                               | 23 | 121                        | 24 | 2028年改選予定                                                                                          | 2028年改選予定                                                                                          | 2028年改選予定                                                                                          | 2028年改選予定                                                                                          | 2028年改選予定                                                                                          |
| 2030年改選予定                                                                                           | 2030年改選予定                                                                                           | 2030年改選予定                                                                                           | 2030年改選予定                                                                                           | 2030年改選予定                                                                                           | 24 | 122                        | 24 | 2028年改選予定                                                                                          | 2028年改選予定                                                                                          | 2028年改選予定                                                                                          | 2028年改選予定                                                                                          | 2028年改選予定                                                                                          |
| # | 氏名 | 所属政党                                                                                                 | 在職期間                                                                                                 | 選挙歴                                                                                                   | 任 期 |                            | 任 期                                                                                                   | 選挙歴                                                                                                  | 在職期間                                                                                                | 所属政党                                                                                                | 氏名 | # |
| 第1部 | 第1部 | 第1部 | 第1部 | 第1部 | 第1部 | 第3部                      | 第3部                                                                                                   | 第3部                                                                                                   | 第3部                                                                                                   | 第3部                                                                                                   | 第3部                                                                                                   | |

## 参照
1. ↑  “Utah Fails to Elect Senator”. Boston Evening Transcript (1899年3月10日). 2010年4月30日閲覧。
2. ↑   The World Almanac and Encyclopedia 1906. New York: The Press Publishing Co. New York World. (1905). p. 108